# Fruängen
Fruängen – dzielnica (stadsdel) Sztokholmu, położona w jego południowej części (Söderort) i wchodząca w skład stadsdelsområde Hägersten-Liljeholmen. Graniczy z dzielnicami Mälarhöjden, Västertorp, Långbro i Herrängen oraz z gminą Huddinge.
Według danych opublikowanych przez gminę Sztokholm, 31 grudnia 2020 r. Fruängen liczyło 9766 mieszkańców. Powierzchnia dzielnicy wynosi 1,27 km².
Fruängen jest początkową/końcową stacją na czerwonej linii (T14) sztokholmskiego metra.